# 544
544 је била преступна година.

## Догађаји
- Готски рат: Цар Јустинијан I шаље Велизара назад у Остроготско краљевство (Италија) са неадекватним византијским експедиционим снагама (4.000 људи и 200 бродова).
- Велизар побеђује готску војску под краљем Тотилом, који безуспешно опседа град Отранто (јужна Италија). Након повлачења, Византинци крећу ка граду Риму.
- Цар Јустинијан I издаје нови едикт којим осуђује Три поглавља. У западној Европи, папа Вигилије одбија да призна царски едикт и наређено му је да дође у Цариград.
- Краљ Хозроје I безуспешно напада византијски град-тврђаву Дару. Опсада Едесе је одбијена, а Персијанци су приморани у пат позицију.
- Битка код Цилија: Византијска војска средње величине под Соломоном је поражена од Мавра на граници Нумидије. Соломон и његов телохранитељ су приморани да се повуку и касније су убијени.
- Фебруар – Ли Би је проглашен за цара и успоставља царство Ван Ксуан (савремени Вијетнам). Његове војске одбијају нападе из краљевства Чампа.
- Октобар – Кинеска династија Лианг узвраћа против Ван Сјуана и шаље царску војску (120.000 људи) под Чен Баксијаном да поново окупира регион.
- Јаков Барадеј посвећује Сергија Телског за патријарха Антиохије, стварајући трајни раскол између Сиријске православне цркве и Источне православне цркве.

## Смрти
- Дионисије Мали, проналазач ере Ано Домини
- Соломон, византијски генерал и префект Африке